# Álvaro de Ibarra
Álvaro de Ibarra (Lima, 1619 - Lima, 1675) fue un magistrado y clérigo criollo peruano. En su calidad de Presidente de la Real Audiencia de Lima estuvo a cargo del gobierno del Virreinato del Perú entre los años 1672 y 1674, y en consecuencia fue el primer criollo que llegó a la más alta función del gobierno virreinal en el Perú. Según sus contemporáneos, poseyó cualidades sobresalientes (erudición, juicio, discreción y probidad), por lo que fue consejero muy influyente durante el gobierno de cuatro virreyes: el Conde de Alba de Liste, el Conde de Santisteban, el Conde de Lemos y el Conde de Castellar, entre 1655 y 1675. Fue también Inquisidor Apostólico de Lima (1659-1666).

## Biografía
Fue hijo de Gregorio de Ibarra e Isabel de Carrión. En 1633 ingresó al Real Colegio de San Martín donde cursó Artes y Teología. En la Universidad Mayor de San Marcos se graduó de doctor en Leyes y Cánones. En 1647 pasó a ser  canónigo doctoral del Cabildo Metropolitano de Lima. Ese mismo año fue designado catedrático de Código de la Universidad de San Marcos. En 1650 pasó a ejercer la cátedra de Prima de Leyes, como sustituto y por oposición. Por entonces ya tenía prestigio, tanto por su erudición, como por su buen juicio y su probidad. Su opinión era muy solicitada en casos sumamente espinosos. Por ello, el virrey Luis Enríquez de Guzmán, conde de Alba de Liste, le agregó a su cuerpo de consejeros  en 1655 y lo nombró Protector general de indios. Luego fue enviado como Visitador al Reino de Chile, con la misión de seguir un juicio para descubrir a los autores y cómplices de la deposición violenta del gobernador y comandante general Antonio de Acuña y Cabrera hecha por las tropas y vecinos de Concepción. Esta causa fue sobreseída visto el crecido número de los acusados y de que el proceso ya contaba con 14.000 fojas. Por entonces Ibarra fue nombrado fiscal de la Real Audiencia de Santafé de Bogotá, pero al quedar vacante una plaza de oidor en la Real Audiencia de Chile, pasó inmediatamente a ocuparla (1655). 
En 1659 volvió a Lima, donde asumió el cargo de Inquisidor Apostólico, en el cual desplegó su diligencia ya conocida, y, fuera de varios procesos privados, efectuó un Auto de fe, en el cual fue quemado un judío portugués (23 de enero de 1664). Por entonces se convirtió en asesor del virrey Diego de Benavides y de la Cueva, Conde de Santisteban. Pasó a ser oidor de la Real Audiencia de Quito, de la cual llegó a ser presidente interino (1664). Luego fue nombrado oidor en la Real Audiencia de Lima (1669). 
Su influencia se hizo más visible durante el gobierno del virrey Pedro Antonio Fernández de Castro, conde de Lemos, quien, en reconocimiento a la antigüedad de sus servicios como magistrado, lo hizo reconocer como Oidor Decano. Más aún, le confió la visita de la Audiencia y de las Reales Cajas de Lima, conviniendo que al término de ella podría ocupar un asiento en el Supremo Consejo de Indias. 
Tras el fallecimiento del virrey conde de Lemos, el 6 de diciembre de 1672, asumió las funciones de presidente de la Real Audiencia, gobernador y capitán general del Virreinato, a la espera de la llegada del nuevo virrey. Éste fue Baltasar de la Cueva Henríquez, conde de Castellar, a quien Ibarra entregó el mando el 15 de agosto de 1674, pero, tal como había sido una constante durante el gobierno de los tres anteriores virreyes, permaneció como consejero.
Pese a que no era eclesiástico, el rey lo propuso como Obispo de Trujillo del Perú, lo que demuestra el prestigio que había ganado. El nombramiento se hizo efectivo en 1674, pero Ibarra permaneció en Lima, posiblemente para preparar la recepción de las órdenes mayores y perfeccionar así su estado clerical. Se apartó de la función pública, pero no llegó a ocupar su obispado pues falleció poco después.

## Presidente de la Audiencia Gobernadora de Lima (1672-1674)
La Audiencia gobernadora presidida por el criollo Álvaro de Ibarra no afrontó problema nuevo a los ya habidos en la anterior administración virreinal, y aunque hasta Lima llegaron noticias de nuevas correrías de piratas y de que en Londres se preparaba una expedición con destino a las colonias hispanoamericanas, no se presentaron estos enemigos y su tarea se redujo a hacer preparativos de guerra y a fortificar los puertos y los lugares más vulnerables. De este modo el Callao, Valdivia, Panamá recibieron refuerzos en hombres y armas, y hasta la lejana Guatemala llegaron los socorros remitidos por el Perú.
Punto importante era el envío de la plata a la Corona. Los oidores las disposiciones que más les parecieron pertinentes para cumplir esta obligación. Pero cuando el gobierno metropolitano solicitó un donativo para la reedificación de Panamá y otro para la reconstrucción de El Escorial, la Audiencia no quiso asumir tamaña responsabilidad en vista de la estrechez de las arcas fiscales y el desorden administrativo, y dejó tal responsabilidad para el siguiente virrey.
Durante este interregno tomó posesión de la sede metropolitana de Lima su VII arzobispo, fray Juan de Almoguera, el 15 de julio de 1674, en reemplazo de Pedro de Villagómez, fallecido en 1671. Se fundaron también el monasterio de Santa Teresa y la congregación de clérigos seglares de San Felipe Neri.